# 六氟磷酸钠
六氟磷酸钠是钠的六氟磷酸盐。

## 制备
六氟磷酸钠可以由五氯化磷、氯化钠和氟化氢反应而成。
{\displaystyle \mathrm {PCl_{5}+NaCl+6\ HF\longrightarrow Na[PF_{6}]+6\ HCl} }

## 性质
六氟磷酸钠是一种无臭的白色固体，可溶于水。它是立方晶系，空间群 Fm3m (No. 225)。